# Бенгтсфорс (комуна)
Комуна Бенгтсфорс (швед. Bengtsfors kommun) — адміністративно-територіальна одиниця місцевого самоврядування, що розташована в лені Вестра-Йоталанд у південно-західній Швеції.
Бенгтсфорс 111-а за величиною території комуна Швеції. Адміністративний центр комуни — місто Бенгтсфорс.

## Населення
Населення становить 9 588 чоловік (станом на вересень 2012 року). 
| Кількість населення комуни Бенгтсфорс за 1970-2010 роки | Кількість населення комуни Бенгтсфорс за 1970-2010 роки | Кількість населення комуни Бенгтсфорс за 1970-2010 роки | Кількість населення комуни Бенгтсфорс за 1970-2010 роки | Кількість населення комуни Бенгтсфорс за 1970-2010 роки |
| ------------------------------------------------------- | ------------------------------------------------------- | ------------------------------------------------------- | ------------------------------------------------------- | ------------------------------------------------------- |
| Рік                                                     |                                                         |                                                         | Населення                                               |                                                         |
| 1970                                                    | 1970                                                    |                                                         | 12 443                                                  | 12 443                                                  |
| 1975                                                    | 1975                                                    |                                                         | 12 345                                                  | 12 345                                                  |
| 1980                                                    | 1980                                                    |                                                         | 12 199                                                  | 12 199                                                  |
| 1985                                                    | 1985                                                    |                                                         | 11 891                                                  | 11 891                                                  |
| 1990                                                    | 1990                                                    |                                                         | 11 927                                                  | 11 927                                                  |
| 1995                                                    | 1995                                                    |                                                         | 11 500                                                  | 11 500                                                  |
| 2000                                                    | 2000                                                    |                                                         | 10 896                                                  | 10 896                                                  |
| 2005                                                    | 2005                                                    |                                                         | 10 225                                                  | 10 225                                                  |
| 2010                                                    | 2010                                                    |                                                         | 9 791                                                   | 9 791                                                   |
| Джерело: SCB                                            |                                                         |                                                         |                                                         |                                                         |

## Населені пункти
Комуні підпорядковано 5 міських поселень (tätort) та низка сільських, більші з яких:
- Бенгтсфорс (Bengtsfors)
- Біллінґфорс (Billingsfors)
- Бекефорс (Bäckefors)
- Дальс-Лонґед (Dals Långed)
- Скопафорс (Skåpafors)
- Ґуставсфорс (Gustavsfors)

## Міста побратими
Комуна підтримує побратимські контакти з такими муніципалітетами:
- Кулдіга, Латвія

## Галерея

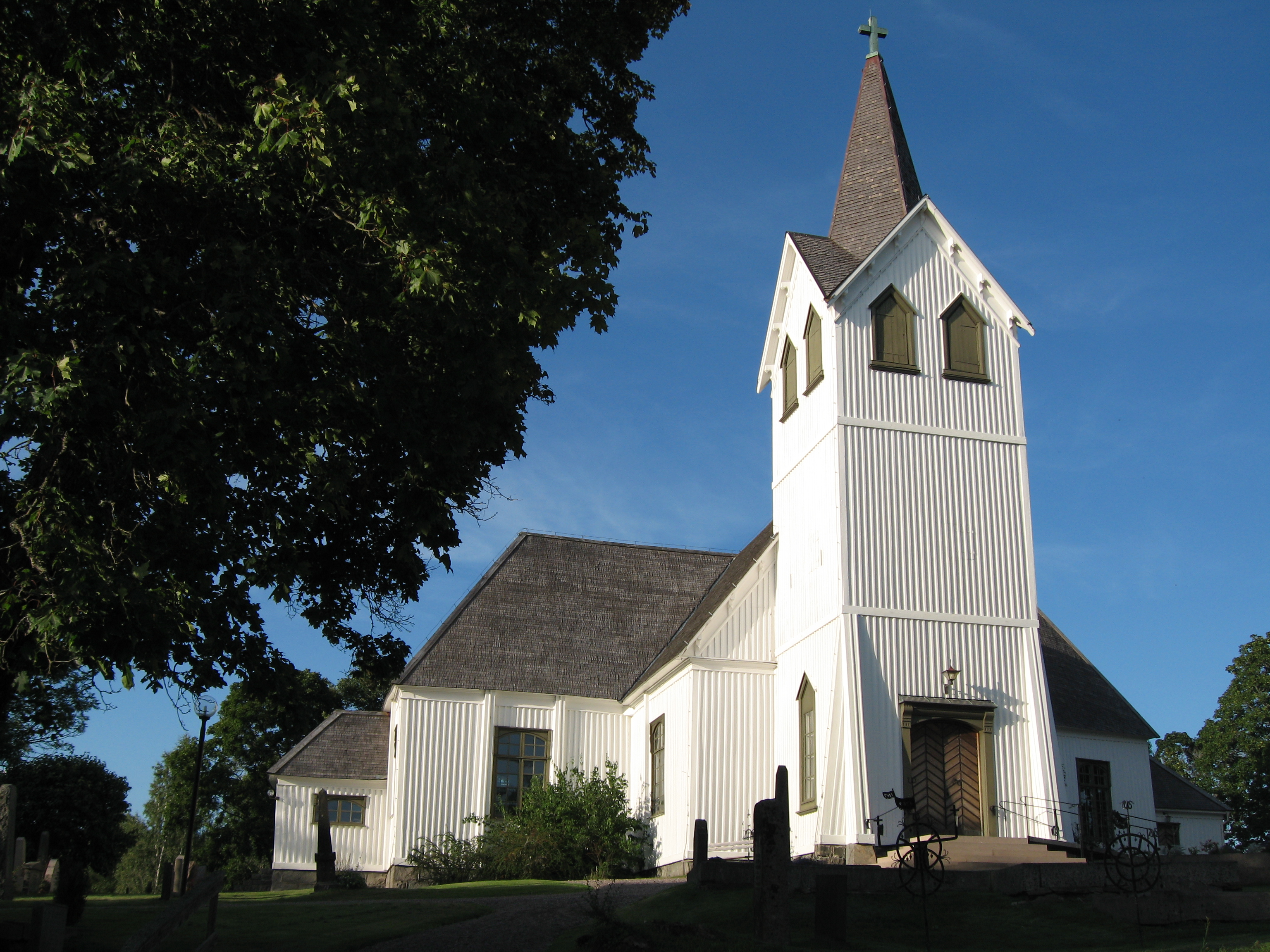
Церква (Лаксарбю)
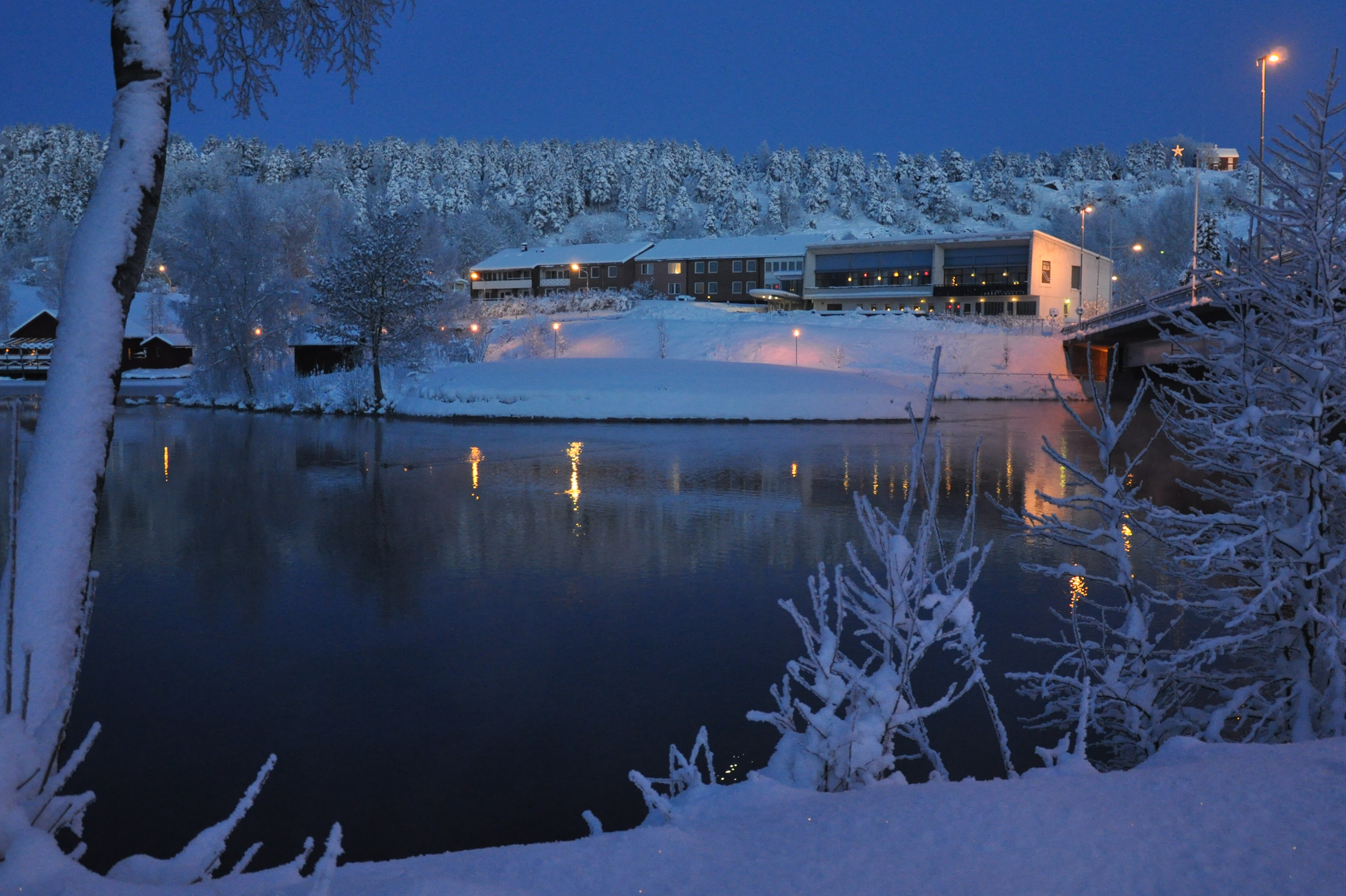
Готель «Далія» (Бенгтсфорс)

## Виноски
1. ↑  Folkmangd i riket, lan och kommuner (шв.) . Центральне бюро статистики Швеції. Архів оригіналу за 20 серпня 2013. Процитовано 23 лютого 2013.